# Caumont (Valclusa)
Caumont de Durença (en francès Caumont-sur-Durance) és un municipi francès situat al departament de la Valclusa i a la regió de Provença – Alps – Costa Blava.

## Demografia
| 1962                                       | 1968  | 1975  | 1982  | 1990  | 1999  | 2006  |
| ------------------------------------------ | ----- | ----- | ----- | ----- | ----- | ----- |
| 1.487                                      | 1.637 | 1.951 | 2.598 | 3.717 | 4.253 | 4.538 |
| Des de 1962: població sense dobles comptes |       |       |       |       |       |       |

## Administració
| Període   | Identitat       | Partit        |
| --------- | --------------- | ------------- |
| 2001-2008 | Robert Allemand | UMP           |
| 2008-     | Roger Orlando   | Divers gauche |

## Agermanaments
- Saltara